# Heuerhaus Zum Heitzhausen 1A
Das ehemalige Heuerhaus Zum Heitzhausen 1A in Winkelsett, Samtgemeinde Harpstedt stammt von 1913. Es wird nach wie vor landwirtschaftlich genutzt.
Das Ensemble steht unter Denkmalschutz (Siehe auch Liste der Baudenkmale in Winkelsett).

## Geschichte
Die Hofanlage mit altem markanten Baumbestand (Eichen) besteht aus
- dem eingeschossigen verklinkertenh Wohn- und Wirtschaftsgebäude von 1913 als Heuerhaus in der Art eines Hallenhauses mit Fleetbereich (Küche) sowie mit Satteldach
- dem parallelen Stallanbau in Backstein mit Satteldach.

Die Landesdenkmalpflege befand: „...geschichtliche Bedeutung ... als beispielhafter später Vertreter des Hallenhauses mit weiter entwickelter Ausgestaltung des Flettbereiches ...“.